# 韶山毛泽东同志纪念馆
韶山毛泽东同志纪念馆，简称毛泽东同志纪念馆，原名韶山毛泽东同志旧居陈列馆，坐落在湖南省韶山市韶山冲引凤山，纪念馆始建于1963年，以展览毛泽东生前的衣食住行生活物品为主的国家一级博物馆。

## 沿革
1963年，韶山毛泽东同志旧居陈列馆开始建筑。
1964年10月1日，韶山毛泽东同志旧居陈列馆正式宣布对外开放。
1983年4月20日，中国共产党中央顾问委员会主任邓小平亲笔题名。

## 建筑
韶山毛泽东同志纪念馆的主建筑是仿照苏州园林而建，建筑面积6千多平方米，陈列展览面积1完4千4百平方米，总建筑面积2万9千7百平方米。附屬建築有遺物館與紀念園。

## 馆藏
韶山毛泽东同志纪念馆现藏文物、文献、资料4万余件，其中毛泽东晚年生活遗物6千余件。

### 展厅
- 《风范长存之毛泽东遗物展》
- 《毛泽东一家六烈士》专题展
- 《中国出了个毛泽东》
- 《毛泽东生活用瓷展》
- 《毛泽东珍藏唱片磁带展》

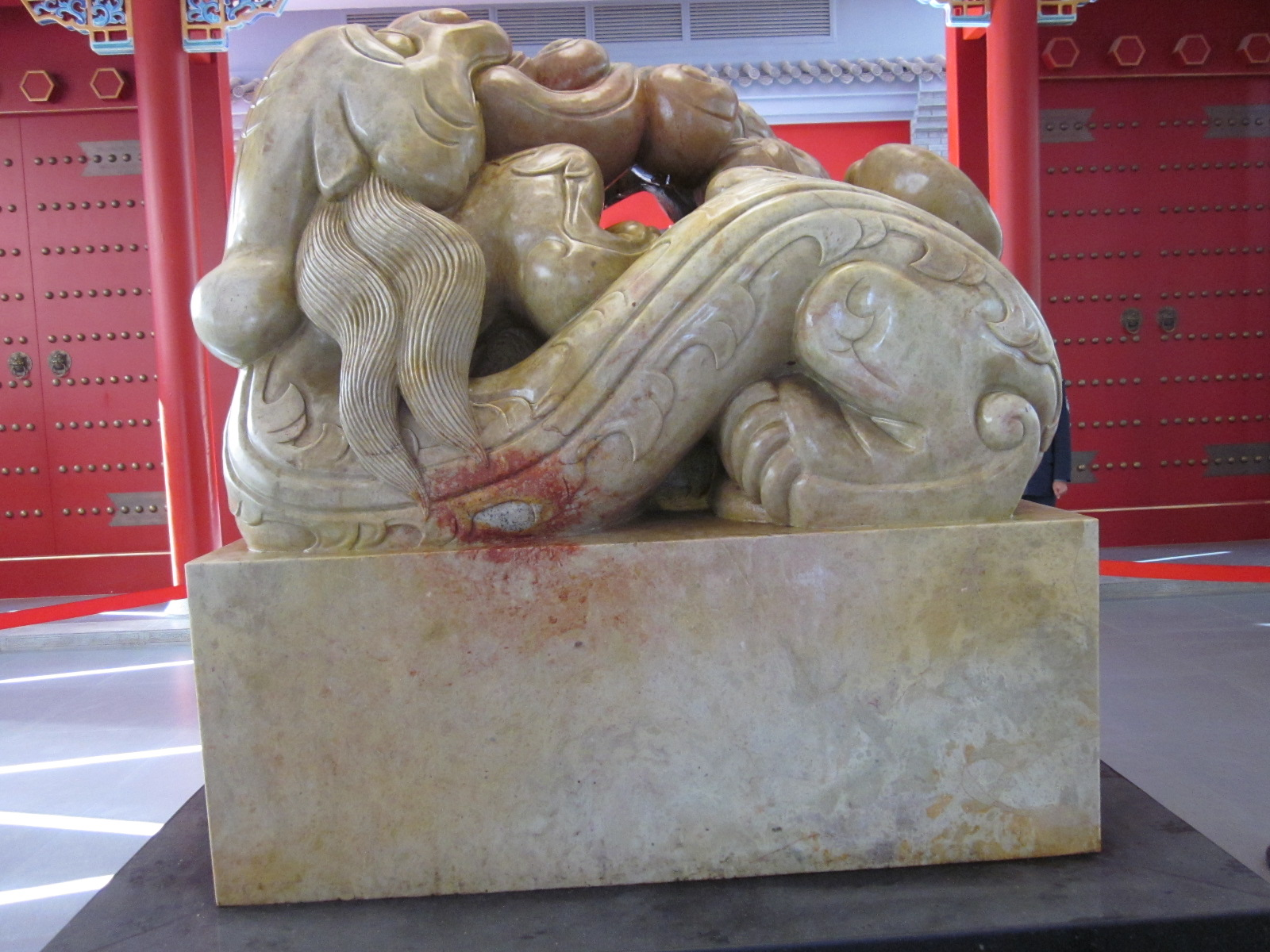
龙纽大印。
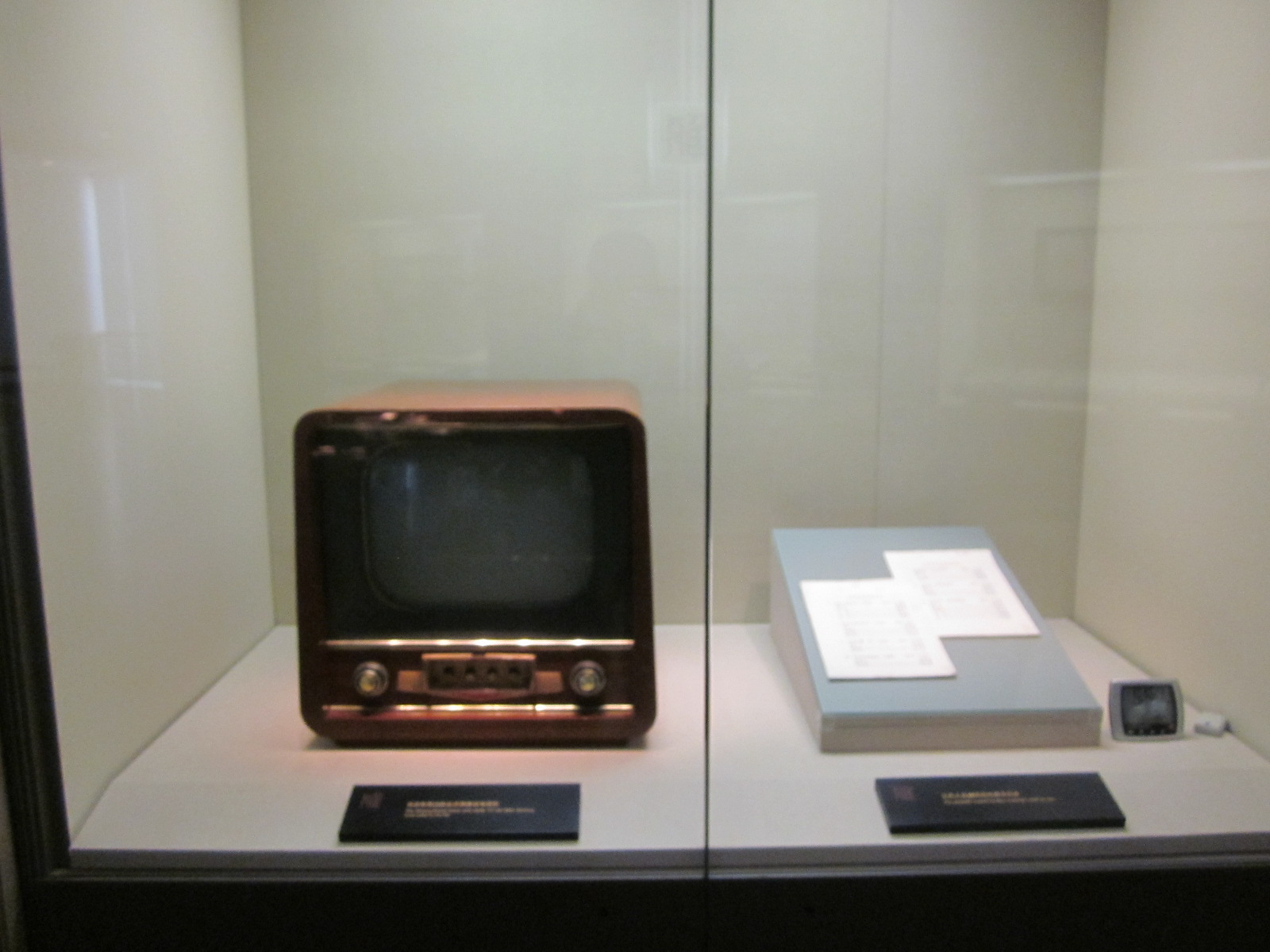
黑白电视机。
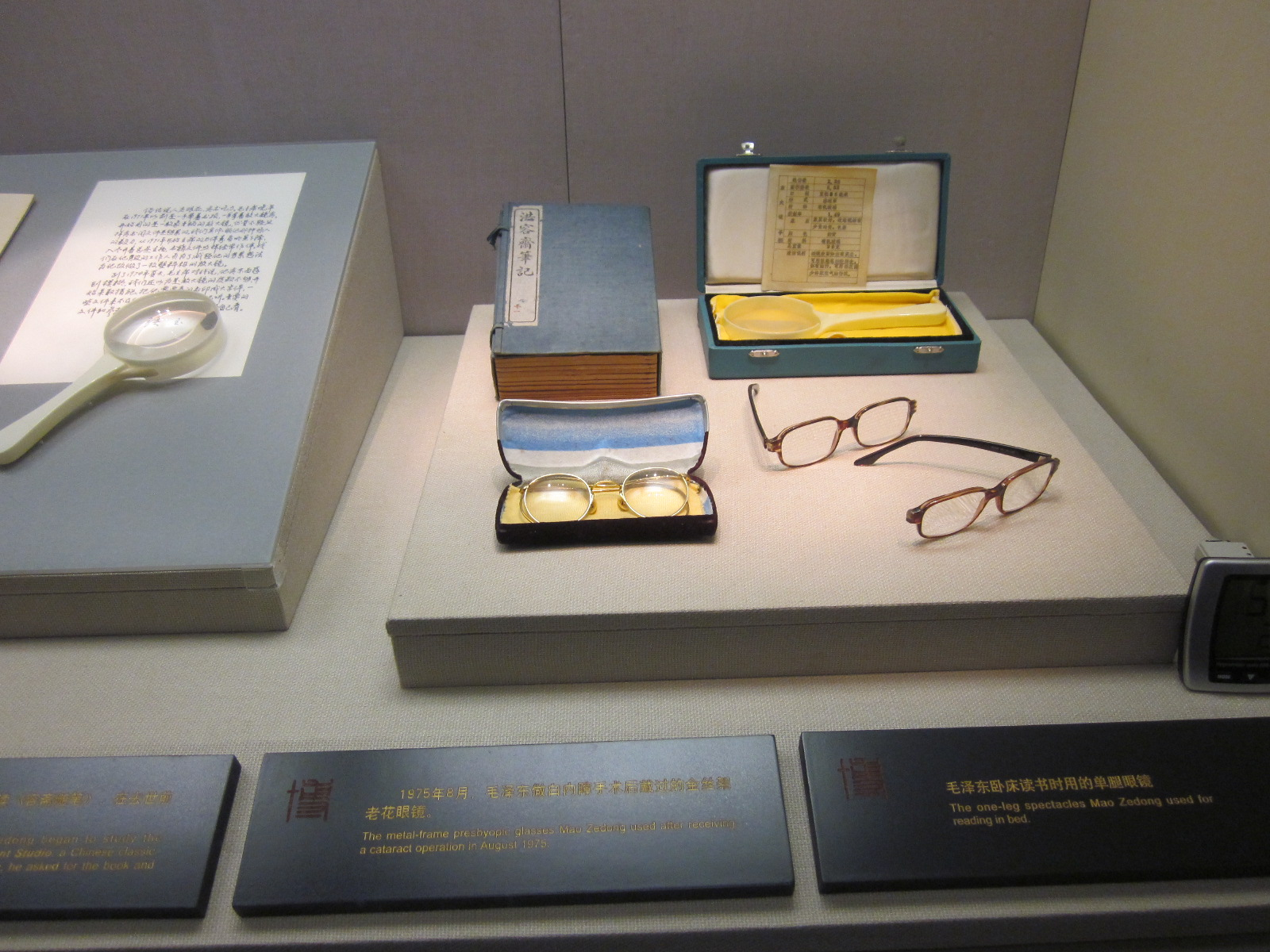
眼镜和放大镜。
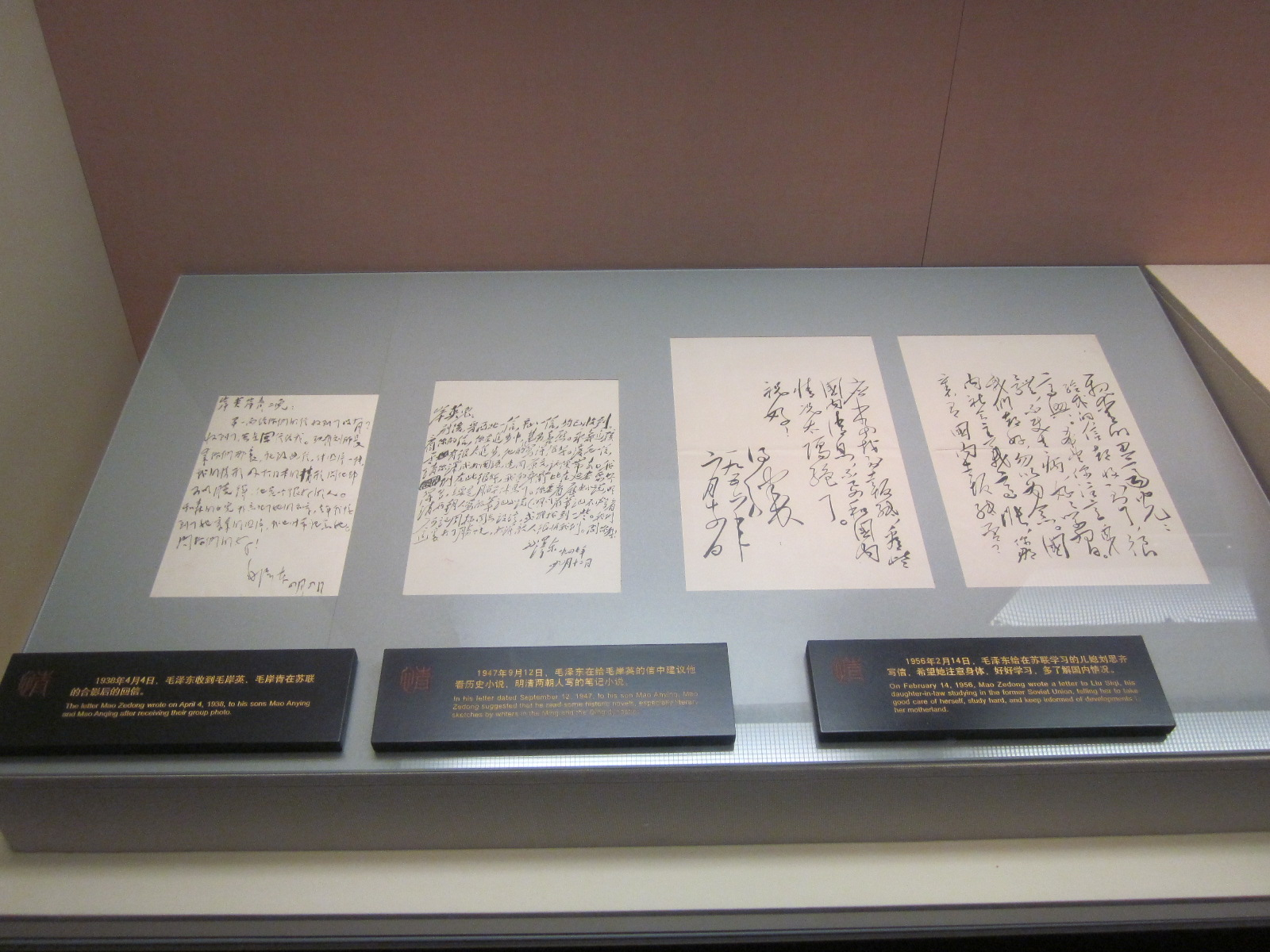
毛体真迹。
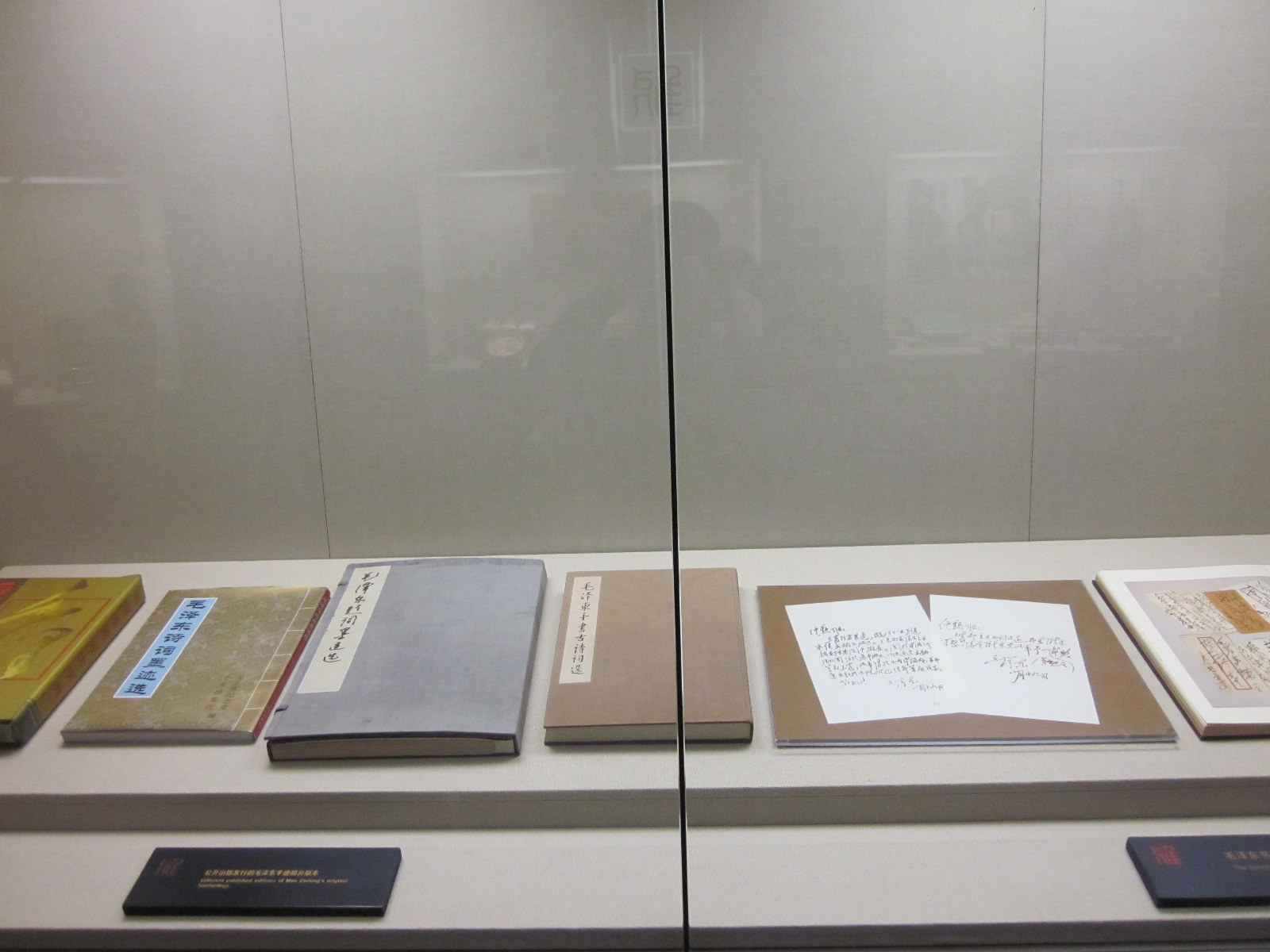
著作。
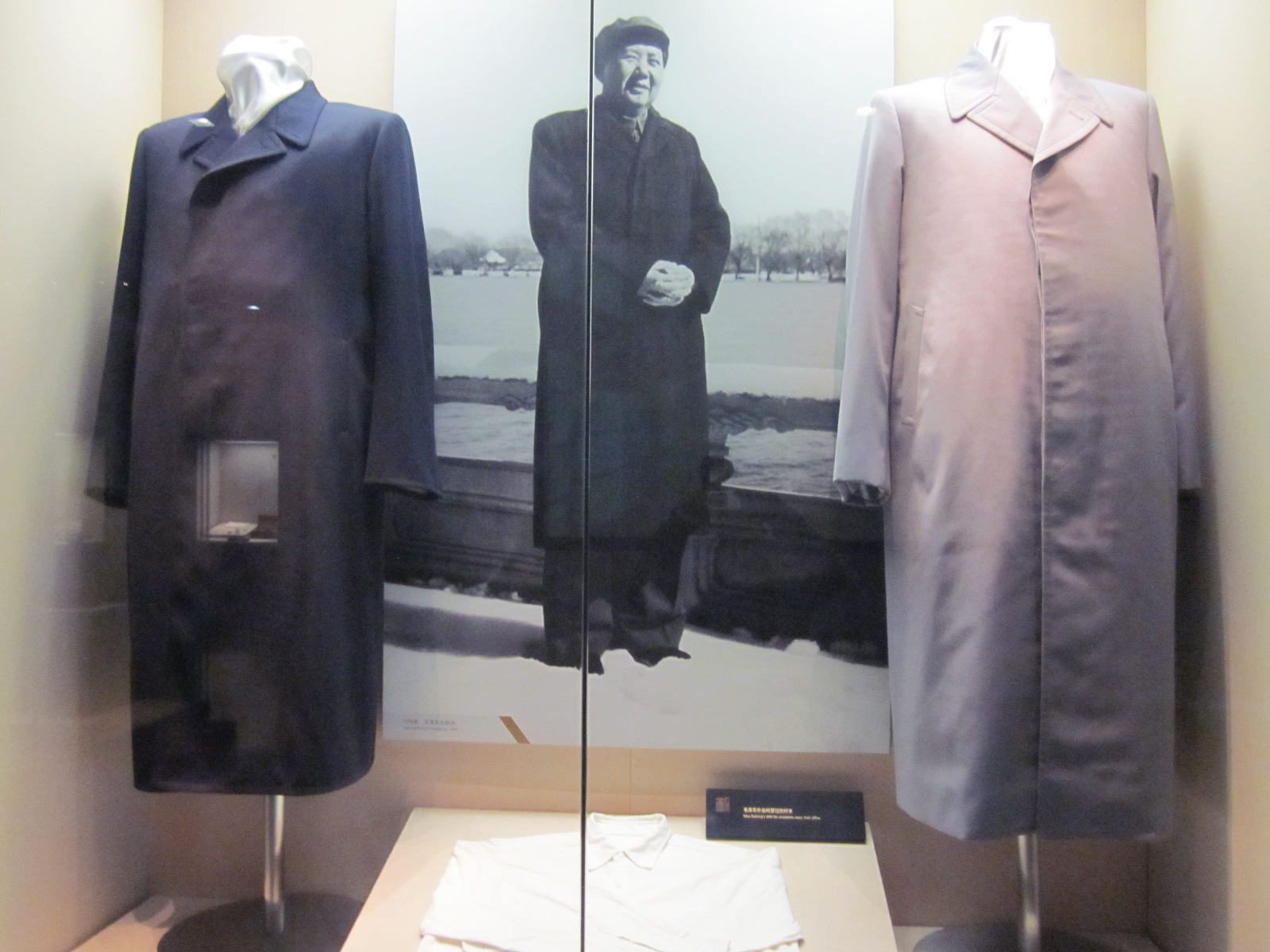
大风衣。
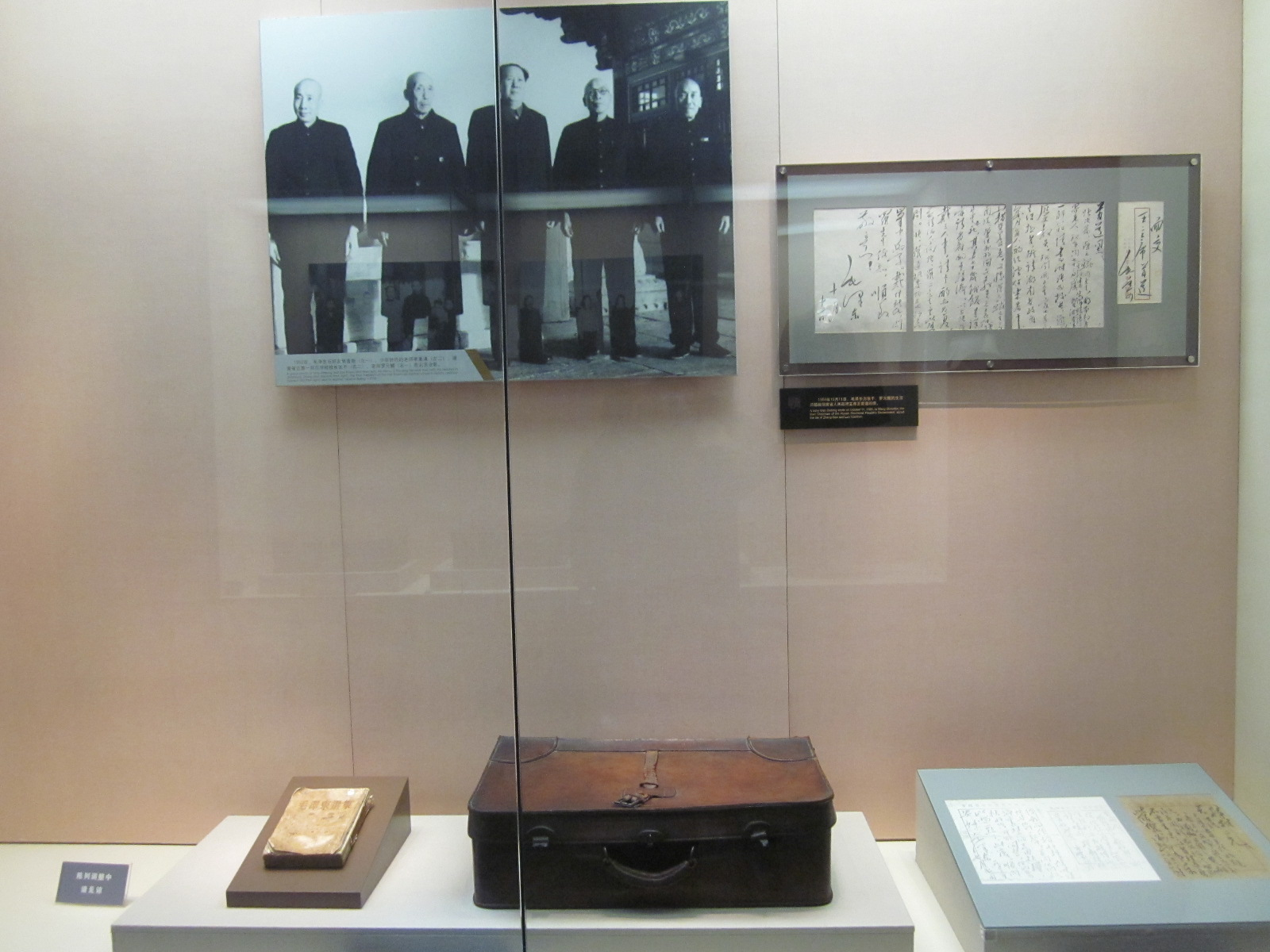
皮箱。
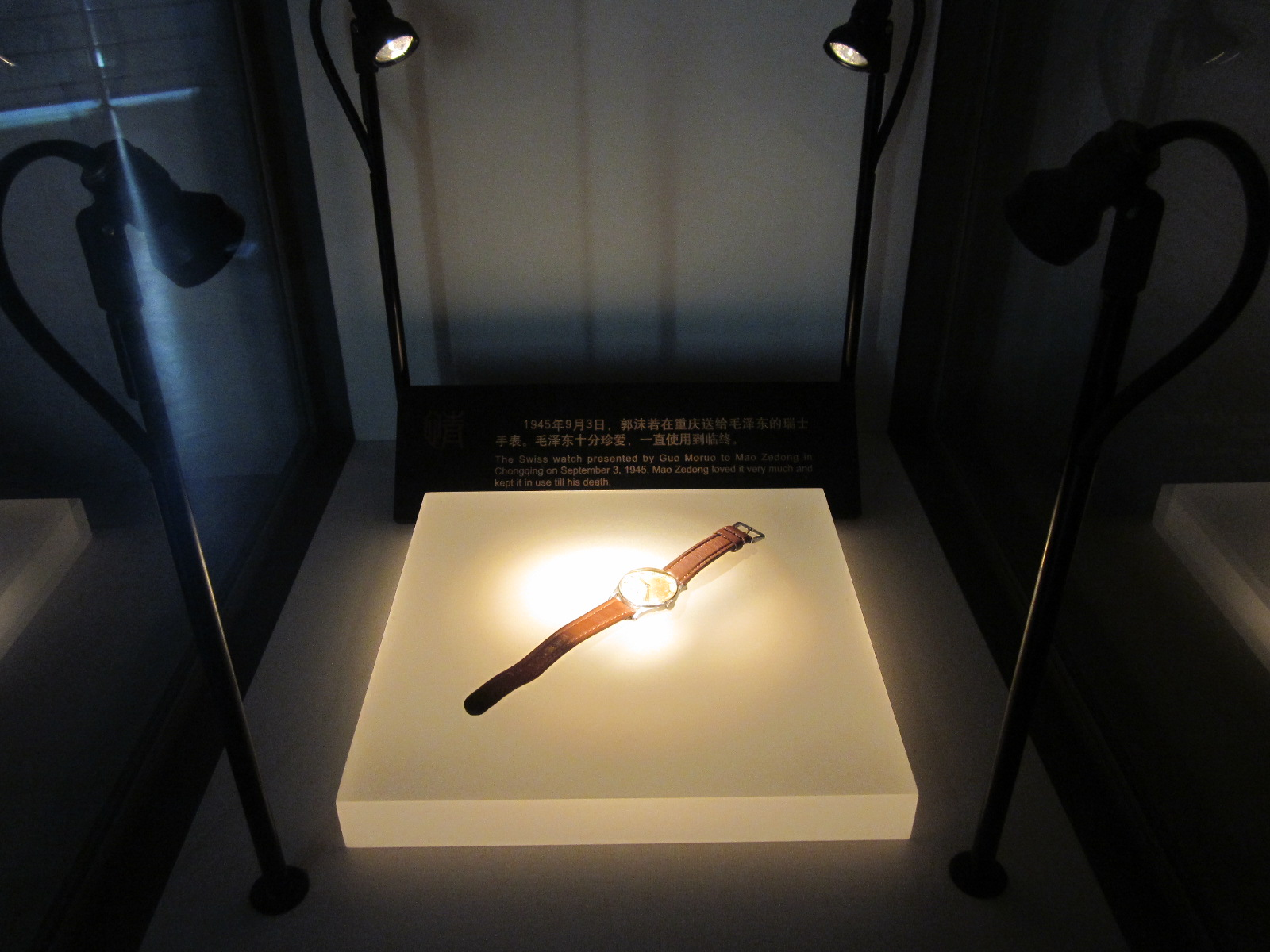
手表。
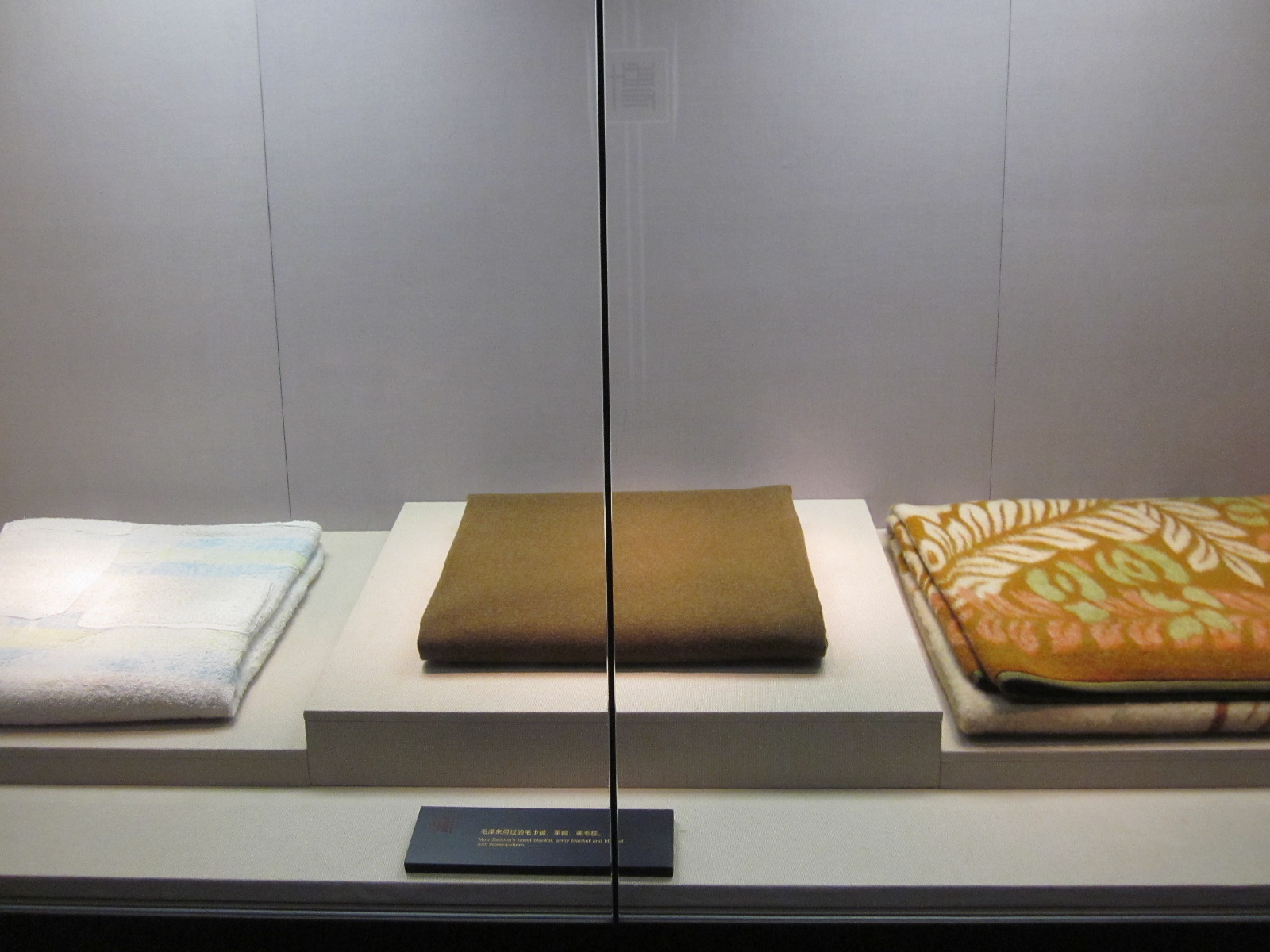
毛巾。
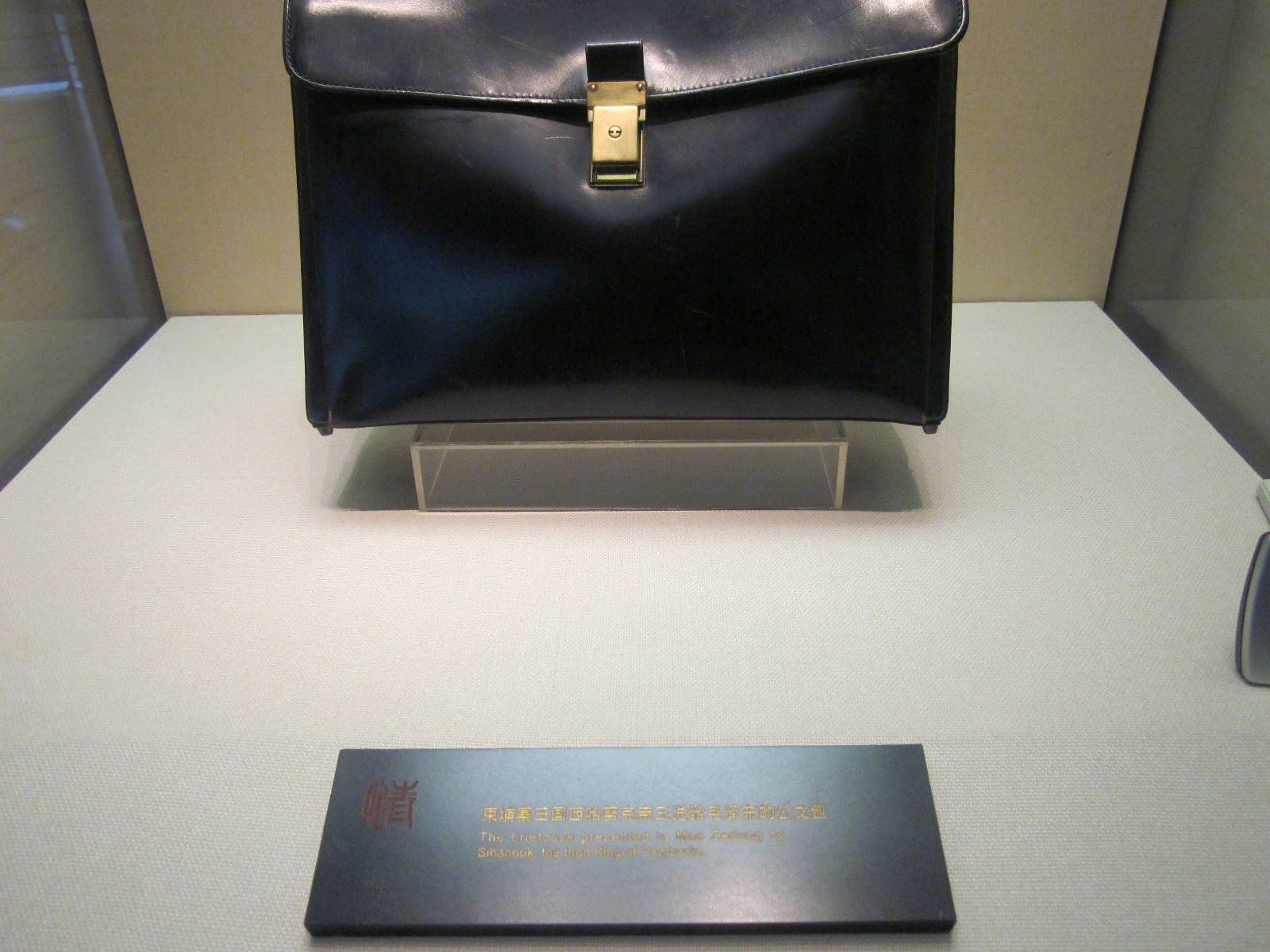
黑皮包。
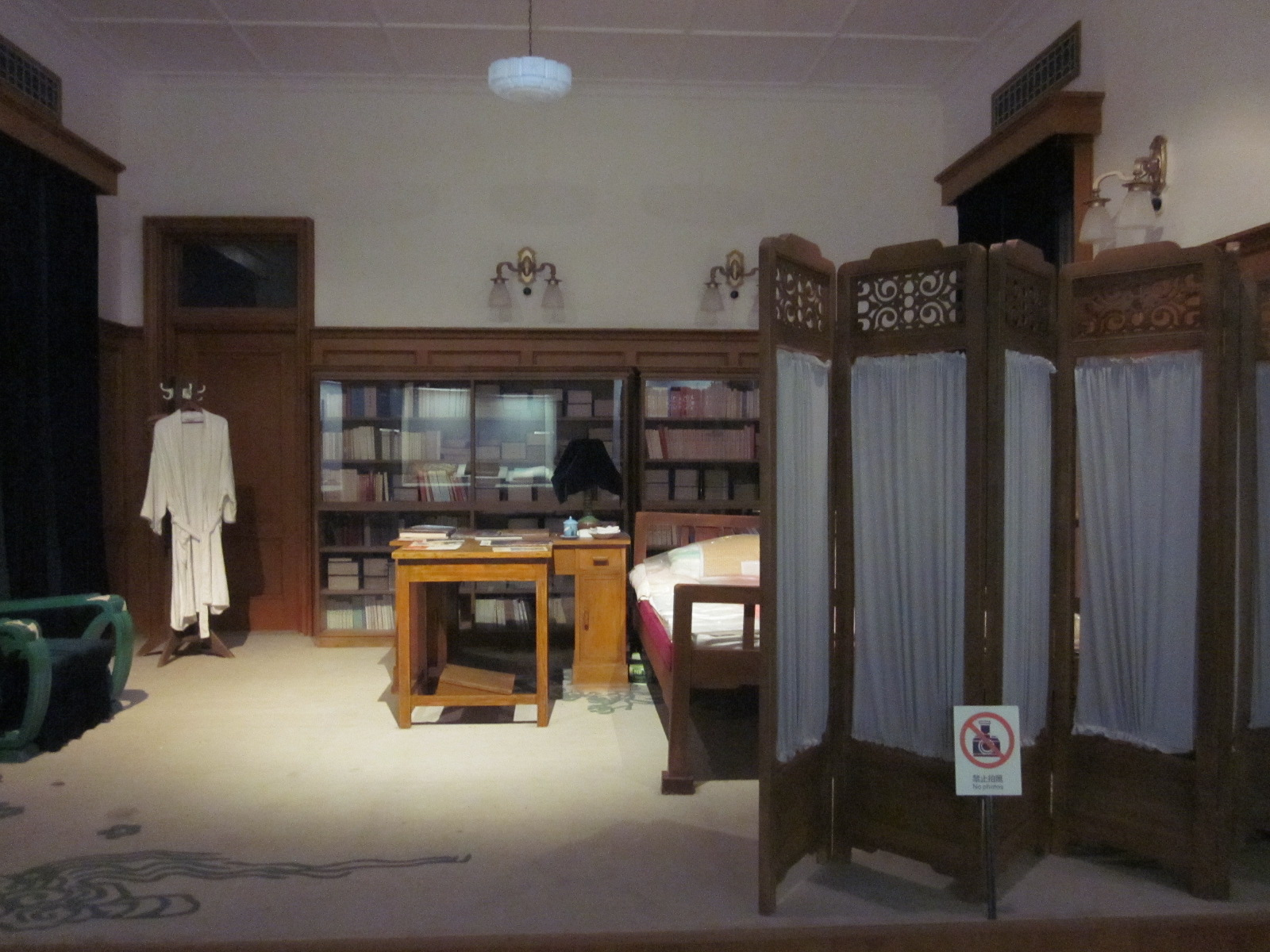
卧室复原图。

## 历任领导
- 馆长：谭逻松
- 副馆长：沈立冬、卢孟良、阳国利